# Comunità montana della Murgia Tarantina
La Comunità montana della Murgia Tarantina era una comunità montana comprendente 9 comuni della Provincia di Taranto. La sede amministrativa era a Mottola.
Ne facevano parte:
- Castellaneta
- Crispiano
- Ginosa
- Laterza
- Massafra
- Montemesola
- Mottola
- Palagianello
- Palagiano

Questa comunità montana era tra le più basse d'Italia; aveva un'altitudine media di 213 m sul livello del mare.

## Obiettivi
La comunità aveva l'obiettivo di imprimere una forte spinta promozionale all'intero territorio della Murgia ionica, inteso quale espressione dei valori sociali, culturali, religiosi ed economici che rappresentano il cardine della sua storia.

## Soppressione
Dopo varie lamentele da parti sia politiche che popolari, la Comunità montana della Murgia Tarantina ha cessato di esistere l'8 gennaio 2009, con un decreto del presidente della giunta della regione Puglia, Nichi Vendola. La Comunità era stata quindi posta sotto tutela di un commissario liquidatore.
In sostituzione, alcuni comuni avevano pensato di dare continuità alla ex-Comunità montana, fondando un'unione di comuni che appunto sostituisse l'ente montano non più esistente. Avevano mostrato interesse per la costituzione di tale unione i comuni di Ginosa, Laterza, Palagiano, Palagianello e Castellaneta.
Il 24 luglio 2009, in base alle motivazioni di una sentenza della Corte Costituzionale per un ricorso di Veneto e Toscana, la legge regionale che scioglieva gli enti veniva dichiarata incostituzionale.
Di fatto la comunità montana ha cessato di esistere nel periodo che va da novembre 2009 a marzo 2010, quando è stata definitivamente messa in liquidazione.